# AM-1241
AM-1241 (1-(metilpiperidin-2-ilmetil)-3-(2-jodo-5-nitrobenzoil)indol) je jedinjenje iz aminoalkilindolne familije koje deluje kao potentan i selektivan agonist za kanabinoidni receptor CB2, sa  od 3,4 nM na CB2 i 80x selektivnošću u odnosu na srodni CB1 receptor. On ima analgetsko dejstvo u životinjskim studijama, posebno protiv „atipičnog“ bola kao što su hiperalgezija i alodinija. Smatra se da je to dejstvo posredovano putem CB2 perifernog otpuštanja endogenih opioidnih peptida, kao i direktne aktivacije TRPA1 kanala. On je takođe pokazao efikasnost u tretmanu amiotrofične lateralne skleroze u životinjskim modelima.